# Valíd al-Huszeini
Valíd al-Huszeini (arabul:  وليد الحسيني, Kalkílja, 1989. június 25. –) palesztin esszéista, író és blogger.
2010 októberében a Palesztin Hatóság letartóztatta, mert állítólag káromkodott az iszlám ellen a Facebookon és blogbejegyzésekben; letartóztatása nemzetközi figyelmet keltett. Később elmenekült Franciaországba, ahol menedékjogot kapott. 2013-ban megalapította a Franciaországi Exmuszlimok Tanácsát, és 2015-ben megírta első könyvét a tapasztalatairól Blasphémateur ! Les prisons d'Allah címmel.

## Művei
- Blasphémateur ! : Les prisons d’Allah (2015)
- Une trahison française : Les collaborationnistes de l’islam radical devoilés (2017)

## Fordítás
- Ez a szócikk részben vagy egészben  a   Waleed Al-Husseini című angol Wikipédia-szócikk ezen változatának fordításán alapul.  Az eredeti cikk szerkesztőit annak laptörténete sorolja fel. Ez a jelzés csupán a megfogalmazás eredetét és a szerzői jogokat jelzi, nem szolgál a cikkben szereplő információk forrásmegjelöléseként.